# Freda Ayisi
Freda Ayisi (21 ottobre 1994) è una calciatrice inglese, attaccante del Lewes.

## Palmarès
- FA Women's Cup: 1

Arsenal: 2013-2014
- FA Women's Super League Cup: 1

Arsenal: 2013